# おはよう健康体操
『おはよう健康体操』（おはようけんこうたいそう）は2011年10月より2018年9月28日まで、BS-TBSで放送されていた体操番組。

## 概要
考案・模範指導者である謝炳鑑が、青年期の中国武術の修行経験で得た動作や鍛錬法、中国伝統の自然健康法を基に、老若男女問わず簡単にできる健康体操を創作。十二体操で無理なくそれぞれのペースで出来る体操。まったり、ゆったりを目覚めて楽しく体操していく。
TV放映は終了したが、2018年10月1日よりYouTubeコンテンツに移行しTV版と同一フォーマットで放映を継続する。

## 体操内容
1 天地陰陽
手をあげる時は朝日が昇る様を、手を下げる時は波を鎮めるイメージ。
2 気入丹田
お腹をゆっくり目覚めていくように時計回りでマッサージ。
3 獅子戯球
体の前に気の球を作り、その球と戯れる姿をイメージ。
4 天地開合
人生の幕を開くイメージでダイナミックに動く。
5 鷹爪功（鷹のポーズ）
卵を掴み大空を力強く飛ぶ鷹をイメージ。
6 燕子飛身（燕のポーズ）
燕が自分の脇をすり抜けて再び戻ってくるイメージ。
7 鶴翔長空（鶴のポーズ）
後ろ足1本で休む鶴のイメージ。
8 圓功歩（円歩き）
手と足を調和しながら同時に出して、一歩一歩踏みしめて歩く。
9 頂天立地
天を仰ぎ大地を踏みしめ、背筋を伸ばす。
10 天地正気
前屈みにならないように重心を落とし、気を正面に押し出すイメージ。
11 車輪拳
左右の拳を車輪の様に交互に回す。
12 気帰丹田
終わりの体操、空と大地の気を頭から取り込み、お腹に1日のパワーを蓄える。

## ロケ地
本番組の収録は、千葉県匝瑳市にある古民家を改造した謝の美術館である「楽心風水館」にて行われている（「楽心」旧公式ブログ『「おはよう健康体操」　楽心スタッフブログ』「カテゴリ：楽心風水館」）。

## 出演者
考案者・模範指導
- 謝炳鑑（シェ・ビンジェン）

アシスタント
- 磯道はるか
- 高楊
- 漆原千帆
- 大平健一（一旦降板の後、再び出演）

過去のアシスタント
- 滝川恵理
- 半田あい
- 長崎真友子
- 和倉聡美
- 田代沙織
- 鈴木彩乃
- 大久保涼香
- 竹村優香
- 青山雪
- 大羽雅子
- 金田彩奈

## TV版スタッフ
- 題字：謝炳鑑
- 構成：森由喜夫
- 撮影：佐々木邦敏
- 音声：川井力
- 技術：ビデオウィング
- CG：木村啓作
- 編集：西垣安武
- MA：久米川広成
- 音効：窪村友絵
- 協力：NiTRO
- 音楽：福岡ユタカ
- 音楽協力：日音、渡辺知明、仲安貴彦、水田大介
- ディレクター：谷井望
- AP：坪坂英里
- プロデューサー：鈴木昌利、漆原千帆、茂川博史、澤田浩一
- 制作協力：翔テレビジョン、株式会社ジャパンモニター
- 制作著作：楽心、BS-TBS

## 放送時間
『おはよう健康体操』Youtube版
基本的に毎月第1週に新作を配信し、以後月末まで再放送。
Youtube版は楽心側の単独制作となり、BS-TBSは一切関与していない。

### 過去の放送時間
『おはよう健康体操』
月曜日 - 金曜日 5:00 - 5:54
2018年秋の番組改編で終了。
『おはよう健康体操 土曜版』
土曜日 5:00 - 5:24
『おはよう健康体操 日曜版』
日曜日 5:00 - 5:24
土曜・日曜版は2015年春の番組改編で終了。